# Vierge à l'Enfant (Cima da Conegliano, Petit Palais)
Vierge à l'Enfant est un tableau du peintre italien Cima da Conegliano réalisé entre 1495 et 1497 et entré par la collection Tuck en 1930  au Petit Palais, à Paris, en France.

## Description
Cette peinture à l'huile représente une Madone figurant Marie et l'Enfant Jésus devant un paysage montagneux où l'on remarque à droite une route sinueuse montante passant sous un arc rocheux sur lequel repose une chapelle, et, à gauche, dans un fond de vallée, les tours d'une ville fortifiée entourée de murs crénelés. 
Les deux  personnages sacrés portent une fine auréole limitée à son bord circulaire doré non perspective.
L'inscription de la signature apocryphe«  IOANNES B » figure en bas sur le rebord peint en trompe-l'œil de marbre chiqueté.